# Lusitania (római provincia)

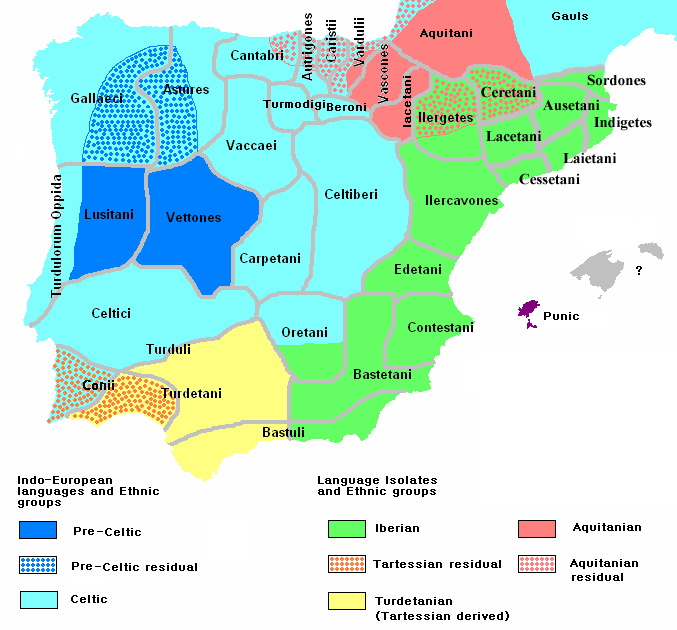
Ibéria népességének etnográfiai összetétele i.e. 200 körül

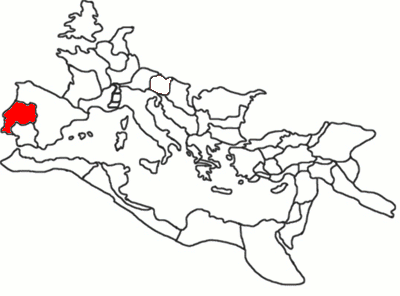
Lusitania provincia a Római Birodalomban, i.u. 120-ban

Lusitania provincia volt a Római Birodalomban. Területe nagyjából a mai Portugáliát fedte, és még a mai Spanyolország nyugati területeit, nagyjából az Costa de la Luz, Odiel, Via Delapidata és Nalón folyó vonalán túl. A luzitán népről kapta a nevét, akiknek eredete tisztázatlan. Fővárosa Augusta Emerita volt (a mai Mérida). A Lusitania, luzitán szavakat később gyakran használták Portugália, illetve a portugálok megjelölésére is.

## Etimológia
A Lusitania szó eredete nem tisztázott. Talán kelta eredetű: Lus és Tanus, „Lusus törzse”. Mások szerint annyit jelent: „a fény városa”.
Idősebb Plinius és Varro (Plinius idézi) úgy spekulálnak, hogy a szó római eredetű. Plinius írja (Plin.nat. 3,8): lusum enim liberi patris aut lyssam cum eo bacchantium nomen dedisse lusitaniae et pana praefectum eius universae. Azaz a szó a latin lusus-ból ered, ami Bacchus istenhez köthető, illetve a lyssa szó a bacchánsokhoz, és hogy Pan a tartomány kormányzója. Lusus játékként fordítható, lyssa pedig kölcsönzés az őrjöngés, mámor jelentésű görög λυσσα szóból. Lusust és Lyssát Bacchus társaiként meg is személyesítették. Luís de Camões Os Lusíadas (Lusiádák) című költeménye Lusust Lusitania alapítójaként szerepelteti.

## Luzitánok
Az indoeurópai luzitánok az Alpokból jöhettek, és a Kr. e. 6. században népesíthették be a régiót, de a történészek nem tudnak bizonyosat eredetükről. Először Livius említi őket Kr. e. 218-ban, a második pun háború során Karthágó zsoldosaiként. Kr. e. 194-ben Róma ellen harcoltak a keltibérek szövetségeseiként.
Kr. e. 179-ben Lucius Postumius Albinus praetor a luzitánok ellen aratott győzelmét ünnepelte, de Kr. e. 155-ben Punicus (talán egy karthágói hadvezér), majd később Cesarus vezérletével a luzitánok Gibraltárig hatoltak. Itt legyőzte őket Lucius Mummius praetor.
Kr. e. 151-ben Servius Sulpicius Galba praetor cselből fegyverszünetet kötött velük, de miközben a luzitánok ezt ünnepelték, lemészároltatta őket, egy részüket pedig rabszolgának adatta el. Ez vezetett Viriathus felkeléséhez, a lázadó vezért azonban a rómaiak megölették. Kr. e. 139-ben Decimus Junius Brutus proconsul, illetve Kr. e. 113-ban Marius újabb győzelmet arattak felettük, de a luzitánok gerillaháborút indítottak. Később csatlakoztak a lázadó Quintus Sertoriushoz. Végül Augustus győzte le őket.

## A római provincia
Lusitaniával (és Asturiával, illetve Gallaeciával), a rómaiak befejezték az Ibériai-félsziget meghódítását. Kr. e. 25 és Kr. e. 20 között Augustus császár Hispania Tarraconensis, Hispania Baetica és Lusitania provinciákra osztotta fel a félszigetet. Lusitania eredetileg a félsziget északnyugati részét, Asturia és Gallaecia (a mai Asztúria és Galicia) területeit is tartalmazta, de ezeket később az új Tarraconensis provincia kapta, az eredeti Lusitania provinciát pedig Lusitania et Vettones névre keresztelték. Ezután északi határa a Durius - ma spanyolul Duero, portugálul Douro mentén futott, keleti határa pedig Salmantica, ma Salamanca és Caesarobriga, ma Talavera de la Reina városokon keresztül az Onuba, ma (Odiel) folyóig ért.
Lusitania fővárosa Augusta Emerita volt (ma Mérida). 
Jó állapotban maradt fenn a mai Coimbra közelében Aeminium római város, a mai Condeixa-a-Velha közelében pedig Conimbriga, bár ezek nem a legnagyobb városok voltak a provinciában. 
A birodalom szervezetét megreformáló Diocletianus császár idejében Lusitania határai változatlanok maradtak, és egy praeses, majd később egy consularis kormányozta; végül egyesítették más provinciákkal a hispániai kerületben (Diocesis Hispaniarum). 